# البيت المائل (مسلسل)
البيت المائل, مسلسل كويتي. يتحدث عن بيت يسوده جو من الأرستقراطية مما يجعل البيت مائلآ بلا جدوى.

## الفنانين المشاركين
- غانم الصالح.
- عبد الرحمن العقل.
- زهرة الخرجي.
- عبير الجندي.
- مها محمد.
- بدور عبد الله.
- محمد الوادي.
- أحمد الحسن.
- غرور.
- أمل عبد الكريم.
- محمد الشطي.
- عبير الخضر.
- هنوف السعدون.
- طلال الخليفة.